# Chińska Republika Ludowa na Letnich Igrzyskach Olimpijskich 2008
Chińską Republikę Ludową na Letnich Igrzyskach Olimpijskich 2008 reprezentowało 639 sportowców, którzy zdobyli 100 medali, w tym 51 złotych.

## Zdobyte medale
| Medal                  | Zawodnik | Konkurencja                                          |
| badminton              | badminton | badminton                                            |
| ---------------------- | --- | ---------------------------------------------------- |
| Złoto                  | Lin Dan | singel mężczyzn                                      |
| Złoto                  | Zhang Ning | singel kobiet                                        |
| Złoto                  | Yu Yang Du Jing | debel kobiet                                         |
| Srebro                 | Xie Xingfang | singel kobiet                                        |
| Srebro                 | Fu Haifeng Cai Yun | debel mężczyzn                                       |
| Brąz                   | Chen Jin | singel mężczyzn                                      |
| Brąz                   | Wei Yili Zhang Yawen                                                                                                   | debel kobiet                                         |
| Brąz                   | He Hanbin Yu Yang | mikst                                                |
| boks                   | |                                                      |
| Złoto                  | Zou Shiming | -48 kg                                               |
| Złoto                  | Zhang Xiaoping | -81 kg                                               |
| Srebro                 | Zhang Zhilei | +91 kg                                               |
| gimnastyka sportowa    | |                                                      |
| Srebro                 | Cai Tongtong Chou Tao Lu Yuanyang Sui Jianshuang Sun Dan Zhang Shuo                                                    | wielobój kobiet drużynowo                            |
| gimnastyka artystyczna | |                                                      |
| Złoto                  | Chen Yibing Huang Xu Li Xiaopeng Xiao Qin Yang Wei Zou Kai                                                             | wielobój mężczyzn drużynowo                          |
| Złoto                  | Yang Wei | wielobój mężczyzn indywidualnie                      |
| Złoto                  | Zou Kai | ćwiczenia wolne mężczyzn                             |
| Złoto                  | Xiao Qin | ćwiczenia na koniu z łękami mężczyzn                 |
| Złoto                  | Chen Yibing | ćwiczenia na obręczach mężczyzn                      |
| Złoto                  | Li Xiaopeng | ćwiczenia na poręczach mężczyzn                      |
| Złoto                  | Zou Kai | ćwiczenia na drążku mężczyzn                         |
| Złoto                  | Cheng Fei Deng Linlin He Kexin Jiang Yuyuan Li Shanshan Yang Yilin                                                     | wielobój kobiet drużynowo                            |
| Złoto                  | He Kexin | ćwiczenia na poręczach asymetrycznych kobiet         |
| Srebro                 | Yang Wei | ćwiczenia na obręczach mężczyzn                      |
| Brąz                   | Yang Yilin | wielobój kobiet indywidualnie                        |
| Brąz                   | Yang Yilin | ćwiczenia na poręczach asymetrycznych kobiet         |
| Brąz                   | Cheng Fei | skok przez stół gimnastyczny kobiet                  |
| Brąz                   | Cheng Fei | ćwiczenia na równoważni kobiet                       |
| judo                   | |                                                      |
| Złoto                  | Xian Dongmei | -52 kg kobiet                                        |
| Złoto                  | Yang Xiuli | -78 kg kobiet                                        |
| Złoto                  | Tong Wen | +78 kg kobiet                                        |
| Brąz                   | Xu Yan | -57 kg kobiet                                        |
| kajakarstwo            | |                                                      |
| Złoto                  | Meng Guanliang Yang Wenjun                                                                                             | C2 500 m mężczyzn                                    |
| lekkoatletyka          | |                                                      |
| Brąz                   | Zhou Chunxiu | maraton kobiet                                       |
| Brąz                   | Zhang Wenxiu | rzut młotem kobiet                                   |
| łucznictwo             | |                                                      |
| Złoto                  | Zhang Juanjuan | indywidualny turniej kobiet                          |
| Srebro                 | Zhang Juanjuan Chen Ling Guo Dan                                                                                       | drużynowy turniej kobiet                             |
| Brąz                   | Xue Haifeng Li Wenguan Jiang Lin                                                                                       | drużynowy turniej mężczyzn                           |
| pływanie               | |                                                      |
| Złoto                  | Liu Zige | 200 m stylem motylkowym kobiet                       |
| Srebro                 | Jiao Liuyang | 200 m stylem motylkowym kobiet                       |
| Srebro                 | Zhang Lin | 400 m stylem dowolnym mężczyzn                       |
| Srebro                 | Yang Yu Zhu Qianwei Tan Miao Tang Jingzhi Pang Jiaying                                                                 | sztafeta 4×200 m stylem dowolnym kobiet              |
| Brąz                   | Zhao Jing Sun Ye Zhou Yafei Xu Tianlongzi Pang Jiaying                                                                 | sztafeta 4×100 m stylem zmiennym kobiet              |
| Brąz                   | Pang Jiaying | 200 m stylem dowolnym kobiet                         |
| pływanie synchroniczne | |                                                      |
| Brąz                   | Gu Beibei Jiang Tingting Jiang Wenwen Liu Ou Luo Xi Sun Qiuting Wang Na Zhang Xiaohuan Huang Xuechen                   | zespołowo                                            |
| podnoszenie ciężarów   | |                                                      |
| Złoto                  | Long Qingquan | -56 kg mężczyzn                                      |
| Złoto                  | Zhang Xiangxiang | -62 kg mężczyzn                                      |
| Złoto                  | Liao Hui | -69 kg mężczyzn                                      |
| Złoto                  | Lu Yong | -85 kg mężczyzn                                      |
| Złoto                  | Chen Xiexia | -48 kg kobiet                                        |
| Złoto                  | Chen Yanqing | -58 kg kobiet                                        |
| Złoto                  | Liu Chunhong | -69 kg kobiet                                        |
| Złoto                  | Cao Lei | -75 kg kobiet                                        |
| Srebro                 | Li Hongli | -77 kg mężczyzn                                      |
| siatkówka              | |                                                      |
| Brąz                   | Ma Yunwen Zhang Na Li Juan Xue Ming Zhao Ruirui Zhou Suhong Xu Yunli Wei Qiuyue Liu Yanan Yang Hao Wang Yimei Feng Kun | turniej kobiet                                       |
| siatkówka plażowa      | |                                                      |
| Srebro                 | Wang Jie Tian Jia | turniej kobiet                                       |
| Brąz                   | Xue Chen Zhang Xi | turniej kobiet                                       |
| skoki do wody          | |                                                      |
| Złoto                  | He Chong | skoki z trampoliny 3-metrowej mężczyzn               |
| Złoto                  | Guo Jingjing | skoki z trampoliny 3-metrowej kobiet                 |
| Złoto                  | Wang Feng Qin Kai | skoki synchroniczne z trampoliny 3-metrowej mężczyzn |
| Złoto                  | Guo Jingjing Wu Minxia                                                                                                 | skoki synchroniczne z trampoliny 3-metrowej kobiet   |
| Złoto                  | Chen Ruolin | skoki z platformy 10-metrowej kobiet                 |
| Złoto                  | Lin Yue Huo Liang | skoki synchroniczne z platformy 10-metrowej mężczyzn |
| Złoto                  | Chen Ruolin Wang Xin                                                                                                   | skoki synchroniczne z platformy 10-metrowej kobiet   |
| Srebro                 | Zhou Lüxin | skoki z platformy 10-metrowej mężczyzn               |
| Brąz                   | Qin Kai | skoki z trampoliny 3-metrowej mężczyzn               |
| Brąz                   | Wu Minxia | skoki z trampoliny 3-metrowej kobiet                 |
| Brąz                   | Wang Xin | skoki z platformy 10-metrowej kobiet                 |
| skoki na trampolinie   | |                                                      |
| Złoto                  | Lu Chunlong | zawody mężczyzn                                      |
| Złoto                  | He Wenna | zawody kobiet                                        |
| Brąz                   | Dong Dong | zawody mężczyzn                                      |
| wioślarstwo            | |                                                      |
| Złoto                  | Tang Bin Jin Ziwei Xi Aihua Zhang Yangyang                                                                             | czwórka podwójna bez sternika kobiet                 |
| Srebro                 | Wu You Gao Yulan | dwójka kobiet                                        |
| zapasy                 | |                                                      |
| Złoto                  | Wang Jiao | -72 kg kobiet w stylu wolnym kobiet                  |
| Srebro                 | Xu Li | -55 kg kobiet w stylu wolnym kobiet                  |
| Srebro                 | Chang Yongxiang | -74 kg kobiet w stylu klasycznym mężczyzn            |

| Medale według dni | Medale według dni | Medale według dni | Medale według dni | Medale według dni | Medale według dni | Medale według dni |
| ----------------- | ----------------- | ----------------- | ----------------- | ----------------- | ----------------- | ----------------- |
| Dzień             | Data              |                   |                   |                   | W sumie           |                   |
| Dzień 0           | 8                 | —                 | —                 | —                 | —                 |                   |
| Dzień 1           | 9                 | 2                 | 1                 | 0                 | 3                 |                   |
| Dzień 2           | 10                | 4                 | 1                 | 0                 | 3                 |                   |
| Dzień 3           | 11                | 3                 | 1                 | 2                 | 6                 |                   |
| Dzień 4           | 12                | 4                 | 1                 | 1                 | 6                 |                   |
| Dzień 5           | 13                | 4                 | 2                 | 1                 | 7                 |                   |
| Dzień 6           | 14                | 5                 | 3                 | 0                 | 8                 |                   |
| Dzień 7           | 15                | 4                 | 0                 | 2                 | 6                 |                   |
| Dzień 8           | 16                | 1                 | 4                 | 2                 | 7                 |                   |
| Dzień 9           | 17                | 8                 | 0                 | 6                 | 14                |                   |
| Dzień 10          | 18                | 4                 | 1                 | 1                 | 6                 |                   |
| Dzień 11          | 19                | 4                 | 0                 | 5                 | 9                 |                   |
| Dzień 12          | 20                | 2                 | 0                 | 1                 | 3                 |                   |
| Dzień 13          | 21                | 1                 | 1                 | 2                 | 4                 |                   |
| Dzień 14          | 22                | 1                 | 2                 | 3                 | 5                 |                   |
| Dzień 15          | 23                | 2                 | 2                 | 3                 | 7                 |                   |
| Dzień 16          | 24                | 2                 | 2                 | 0                 | 4                 |                   |
| W sumie           | —                 | 51                | 21                | 28                | 100               |                   |